# Flor de Agosto
Flor de Agosto es una localidad peruana ubicada a orillas del río Putumayo, en la provincia homónima, del distrito homónimo, en el departamento peruano de Loreto.

## Límites
Limita al norte con la República de Colombia, al oeste con San Vicente de los Lagos, al este con San Antonio del Estrecho y al sur con la carretera Puerto Arica-Flor de Agosto.

## Historia
Fue fundado por los indígenas del lugar, después de ser convertidos al cristianismo por los franciscanos. Durante mucho tiempo careció de relevancia, reduciéndose a ser otro centro poblado del Perú, sin presencia del Estado. Cuando, tras la firma del tratado Salomón-Lozano, el Perú cedió el territorio ubicado entre los ríos Putumayo y Caquetá, pasó a ser zona de frontera fundándose comisarías y un centro de salud.
La ciudad tuvo importancia durante la guerra colombo-peruana, sirviendo como base durante el combate de Güepí, enviando soldados por el río Putumayo. Allí, se establecieron algunos ciudadanos peruanos que rechazaron cambiar su nacionalidad, provenientes de Puerto Arica, Tarapacá, Puerto Alegría, Puerto Espejo (hoy en día Puerto Nariño) y Leticia (pertenecientes ahora a Colombia); además de ciudadanos peruanos de las ciudades de Iquitos, Caballococha y Pucallpa, enviados por el gobierno central tras la guerra.

## Vías de comunicación
Se puede llegar a Flor de Agosto mediante el río Putumayo y la carretera Puerto Arica-Flor de Agosto, que dura 49 minutos el recorrido en vehículos motorizados. Mediante esta carretera la localidad de Flor de Agosto también tiene acceso al río Napo, que le conduce a la ciudad de Iquitos.

## Educación
Flor de Agosto cuenta con los niveles de inicial y primaria.

## Religión
Posee un alto porcentaje de católicos.